# Пасо-фино
Пасо-фино (англ. Paso Fino) — латиноамериканская порода лошадей, получившая своё развитие от завезённых на Американский континент испанскими конкистадорами лошадей в XIV—XV веках.
Первое название этой породы — «caballo de paso fino», что в переводе с испанского означает «лошадь с прекрасным шагом».
Порода с самого начала формировалась по принципу качества аллюра, за что и получила своё первоначальное название.
Основной особенностью данной породы являются хорошо сформированные своеобразные аллюры, очень комфортные для всадника. Благодаря анатомическому строению животных данной породы езда на ней не сопровождается такими явлениями, как тряска и раскачивание корпуса лошади. При этом данные специфические аллюры являются не продуктом обучения, а врождённым свойством этих лошадей.
Порода с самого начала формировалась для комфортного длительного передвижения в седле на длинных дистанциях.

## История породы
Порода берёт начало от завезённых испанцами в Латинскую Америку лошадей нескольких пород. В частности, в основу пасо-фино легли крови таких пород лошадей, как иберийская, андалузская и несуществующая на данный момент породная группа средиземноморских лошадей хинет (иначе называвшаяся испанский хинет).
Формирование породы началось в XV веке в странах Карибского бассейна. Долгое время породой занимались без ведения племенных книг и документации, а порода была известна только в Латинской Америке.
Имеет статус официально зарегистрированной породы с ведением племенных книг в США с 1943 года, когда была создана Федерация спортивных состязаний лошадей этой породы и официальный реестр породы, который лёг в основу племенных книг.
Несмотря на отсутствие племенных книг, официальные рабочие испытания для лошадей этой породы проводились уже с 1849. В этом году в Пуэрто-Рико прошли первые соревнования с призами для лошадей породы Пасо-фино. Целью проведения этих соревнований был отбор и улучшение поголовья лошадей данной породы.

## Описание породы
Пасо-фино имеет рост от 140 до 155 сантиметров в холке. Масса животных в среднем от 320 до 500 килограммов.
Животные гармонично сложены, при этом производят впечатление крепких и даже немного коренастых.
Голова широкая, аккуратная, профиль носа горбатый.
Шея сильная, хорошо обмускуленная, с плавным изгибом.
Холка не выраженная, плавная.
Тело короткое, с хорошо выраженной грудной клеткой.
Ноги средней толщины, хорошо обмускулены, имеют выраженные суставы и тонкие пясти. Передние и задние конечности ровно поставлены, подведены под корпус, копыта высокие.
Хвост посажен низко, обладает высокой подвижностью.
Допустимые масти для Пасо-фино — гнедая, вороная, изабелловая, а также все оттенки рыжей масти. Не приветствуется наличие отметин любого цвета.
Аллюры Паса-фино имеют свои уникальные названия, не применимые для других пород: пасо корто, пасо ларго, классик фино. При этом во время движения любым из этих аллюров лошади высоко держат голову и не выносят шею вперёд.

### Описание аллюров пасо-фино
Классик фино — медленный шаг, при котором ноги лошади чётко двигаются вверх-вниз, оставаясь под корпусом. При правильном выполнении этого аллюра каждый шаг лошади выполняется с равным интервалом и ровным ритмом.
Пасо корто — по скорости является аналогом средней рыси. Ноги при выполнении данного аллюра двигаются так же, как на классик фино, но при этом скорость выполнения движений гораздо выше.
Пасо ларго — самый быстрый аллюр лошадей породы пасо-фино, по скорости являющийся аналогом галопа для этой породы. При выполнении этого аллюра вынос ног вперёд более заметен, при этом лошадь двигается иноходью.

## Характер
Лошади данной породы обладают послушным, мягким характером. По отношению к людям эти лошади ласковы и контактны, а вот в отношении своих собратьев могут быть конфликтными.
В работе азартны и энергичны, обладают ярко выраженным характером.

## Применение
Лошади данной породы активно использовались испанскими солдатами в период ведения колониальных войн в Южной Америке. Свою популярность на этом поприще они получили благодаря выносливости и ровному шагу, удобному для находящегося на лошади всадника. Позднее лошади этой породы активно использовались в кавалерии.
Также благодаря своим специфическим аллюрам лошади данной породы традиционно популярны у пастухов на длительных перегонах скота. Кроме того, это же делает их популярными для прогулочных поездок, в том числе для начинающих.
В конном спорте Пасо-фино часто используется в соревнованиях по выездке.

## Особенности ухода и содержания
Пасо-фино не требовательны к условиям содержания, достаточно выносливы и не представляют проблем в разведении.
Легко приспосабливаются к отрицательным температурам, зимой могут временно содержаться в открытых стойлах, спокойно работают длительное время в холодных условиях.
При этом из-за склонности к конфликтам с соплеменниками требуют постоянного присмотра во время свободного выпаса или прогулки на ограниченной территории.